# Weinkönigin
Als Weinkönigin oder Weinkönig werden bezeichnet:
- die auf eine bestimmte Zeit gewählte Repräsentantin des jeweiligen Weines einer bestimmten Region oder eines Gebietes, für Deutschland siehe Deutsche Weinkönigin
- die Gebietsweinköniginnen der 13 Qualitätsweinbaugebiete Deutschlands, siehe
  - Ahr-Weinkönigin
  - Badische Weinkönigin
  - Fränkische Weinkönigin
  - Bergsträßer Weinkönigin
  - Mittelrheinweinkönigin
  - Mosel-Weinkönigin
  - Naheweinkönigin
  - Pfälzische Weinkönigin
  - Rheingauer Weinkönigin
  - Rheinhessische Weinkönigin
  - Weinkönigin an Saale-Unstrut
  - Sächsische Weinkönigin
  - Württembergische Weinkönigin
- die Weinkönigin der Stadt Frankfurt am Main, siehe Frankfurter Weinkönigin
- die Repräsentantin des kroatischen Weines, siehe Kroatische Weinkönigin
- die Repräsentantin des Luxemburger Weines, siehe Luxemburger Weinkönigin
- die Repräsentantin des österreichischen Weines, siehe Österreichische Weinkönigin
- die Landesweinköniginnen der Bundesländer Österreichs, siehe
  - Burgenländische Weinkönigin
  - Niederösterreichische Weinkönigin
  - Oberösterreichische Weinkönigin
  - Steirische Weinkönigin
  - Vorarlberger Weinkönigin
  - Wiener Weinkönigin
- die Repräsentantin des Schweizer Weines, siehe Schweizer Weinkönigin
- die Repräsentantin des slowenischen Weines, siehe Slowenische Weinkönigin
- die Repräsentantin des ungarischen Weines, siehe Ungarische Weinkönigin
- die Repräsentantin des elsässischen Weines, siehe Elsässische Weinkönigin
- die Repräsentantin des Südtiroler Weines, siehe Südtiroler Weinkönigin (1997–2004)